# Julian Creus
Julian Gerard Creus (Liverpool, 30 giugno 1917 – Sydney, 9 settembre 1992) è stato un sollevatore britannico.
Ha partecipato a tre edizioni dei Giochi Olimpici dal 1948 al 1956, vincendo una medaglia d'argento nel 1948, ed è stato anche medagliato mondiale ed europeo.
Alle Olimpiadi del 1952 e del 1956 si piazzò rispettivamente al 9° ed all'11º posto nei pesi piuma.